# Brójce (województwo lubuskie)

Dawny herb miasta

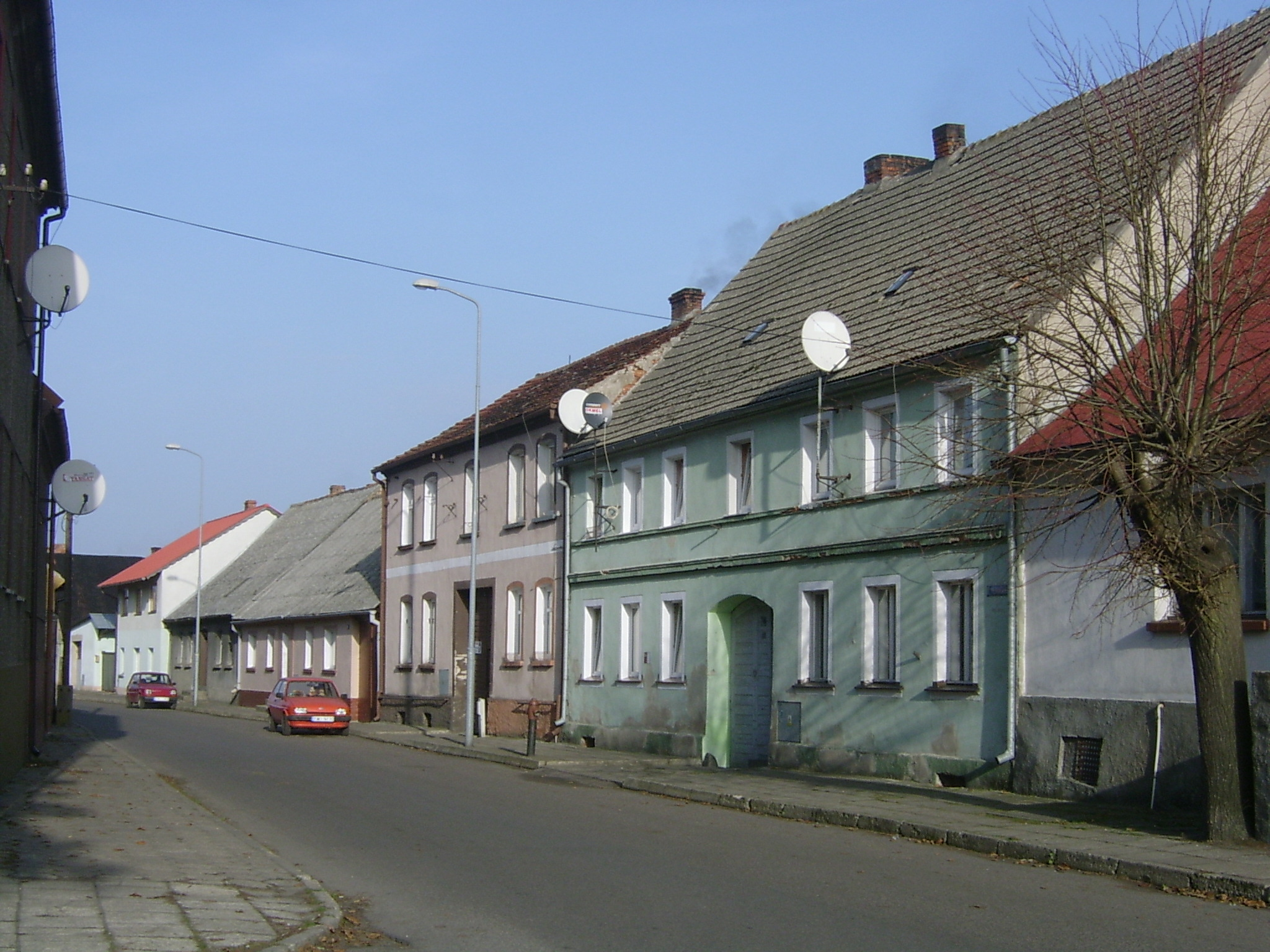
Brójce

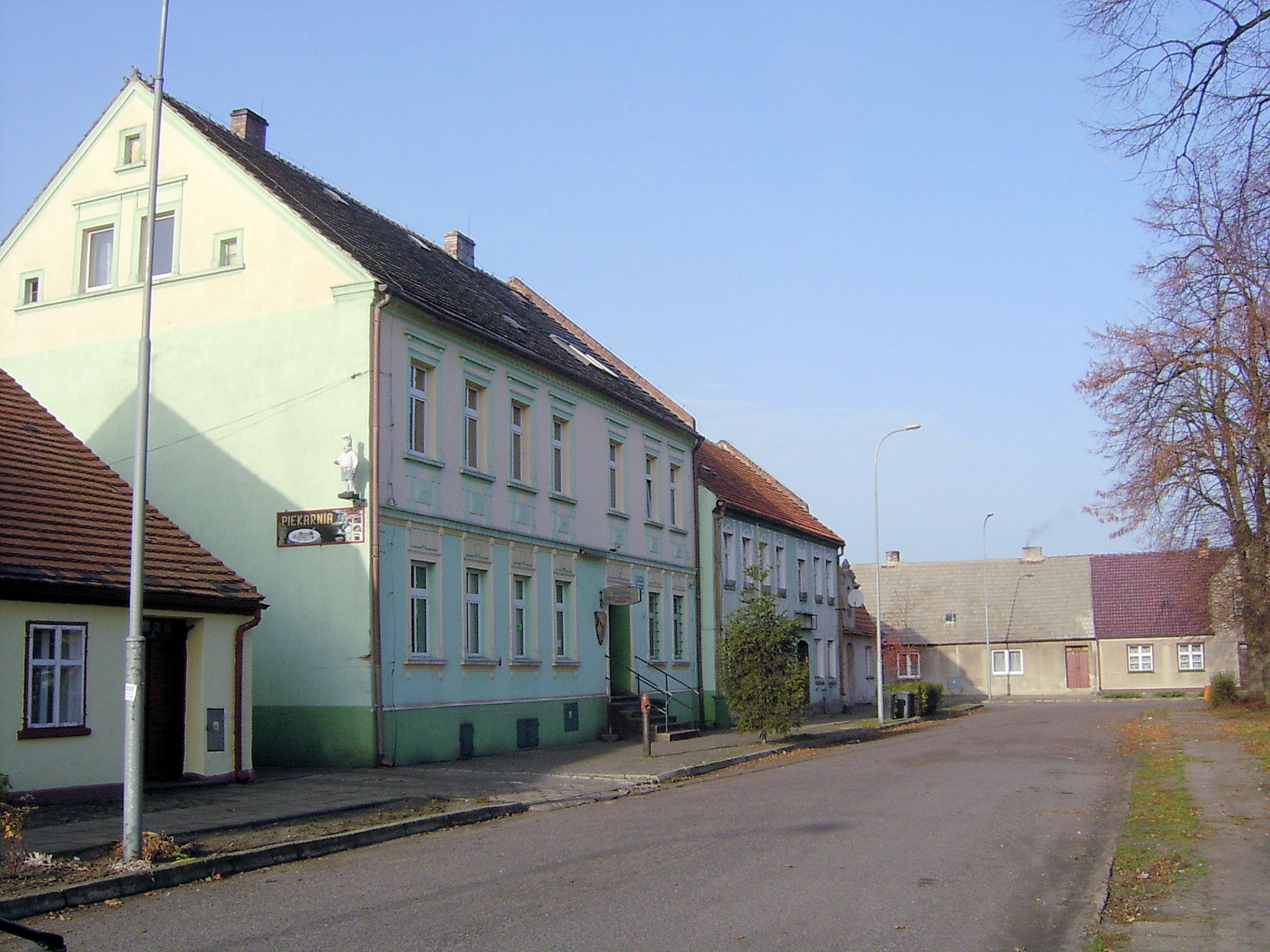
Brójce – rynek

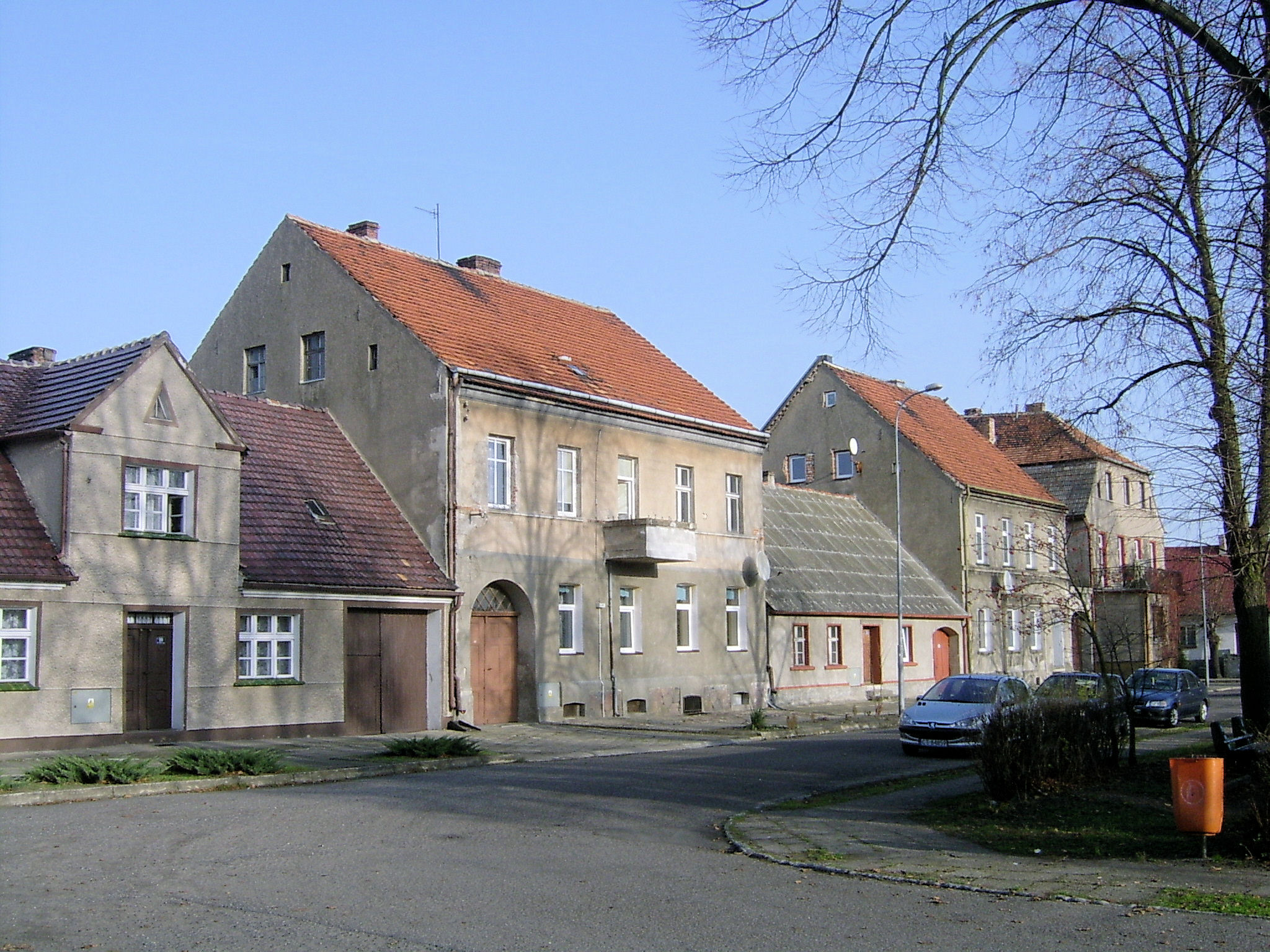
Brójce – rynek

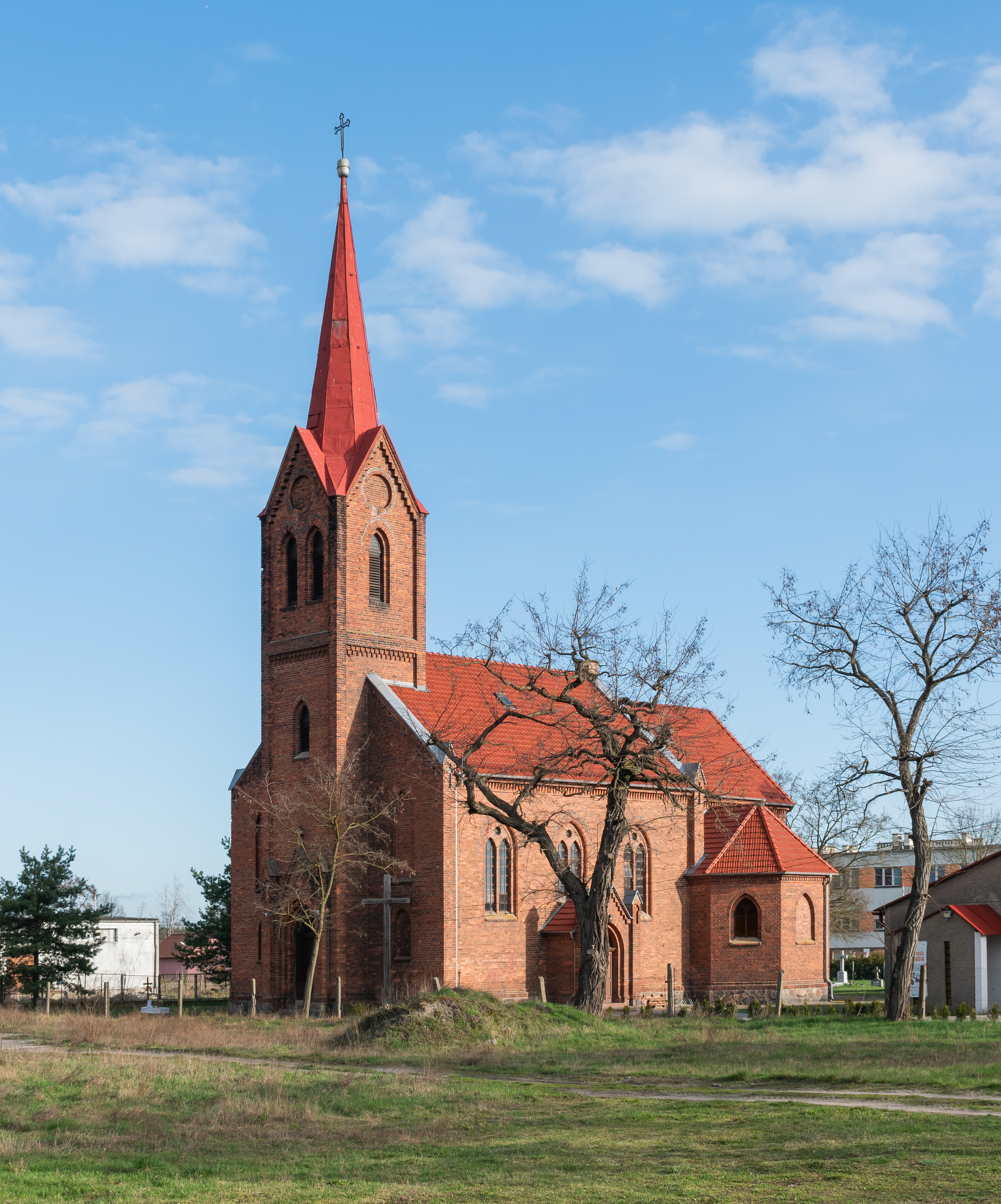
Kościół Imienia Najświętszej Maryi Panny w Brójcach

Brójce (niem. Brätz) – wieś w Polsce położona w województwie lubuskim, w powiecie międzyrzeckim, w gminie Trzciel.
W latach 1428–1946 miasto. Pod koniec XVI wieku miasto królewskie Brojce, należące do starostwa babimojskiego, leżało w powiecie kościańskim województwa poznańskiego.

## Położenie i infrastruktura
Wieś sołecka, W latach 1975–1998 administracyjnie należała do województwa gorzowskiego. Brójce położone są w dolinie Gniłej Obry, obok drogi krajowej nr A2/E30, pomiędzy Trzcielem (15 km) i Świebodzinem (12 km). Lokalna szosa przez Stary Dwór i Bukowiec zapewnia połączenie z Międzyrzeczem (17 km).
We wsi zachował się pierwotny miejski układ urbanistyczny składający się z zabudowy wokół dwóch głównych ulic z dużym prostokątnym rynkiem pośrodku.
Brójce leżą w granicach obszaru chronionego Dolina Leniwej Obry zgłoszonego do Komisji Europejskiej w 2004 r. w ramach programu Natura 2000.
Obok wsi (2 km na północny zachód) znajduje się rezerwat przyrody Czarna Droga, gdzie na obszarze ok. 22 ha ochronie podlega fragment pierwotnego lasu mieszanego z bogatym runem. Na południowy zachód od Brójec, nieopodal wsi Wilenko znajduje się rezerwat leśny Uroczysko Grodziszcze o powierzchni ok. 16 ha. Ochronie podlega wielogatunkowy las liściasty wraz ze średniowiecznym grodziskiem.

## Toponimia
Nazwa miasta pochodzi od królewskiego lasu Brodcza, od XVII w. równolegle funkcjonuje niemiecka forma Brätz (Braetz).
Miejscowość pierwotnie związana była z Wielkopolską. Ma metrykę średniowieczną i istnieje co najmniej od XV wieku. Wymieniona pierwszy raz w dokumencie zapisanym po łacinie z 1428 jako „Brodcza, Brodca”, 1451 „Brodza”, 1452 „Broczcze”, 1469 „Rostoycze”, 1459 „Grodzisk”, 1493 „Brodcze alias Rosthocze antiquum, Brothcza”, 1501 „Grodcza”, 1507 „Groczcza”, 1508 „Broczcza”, 1519 „Broycze”, 1528 „Broyca, Broyce”, 1563 „Broycza” .

## Historia
Tereny, na których leży miejscowość, zamieszkane były jednak wcześniej od zachowanych zapisów z XV wieku, ponieważ archeolodzy odkryli w bezpośrednim sąsiedztwie wsi niedatowane grodzisko wklęsłe, którego ślady zachowały się 2 km na południe od centrum współczesnych Brójec. W 1428 roku król polski Władysław Jagiełło pozwolił staroście babimojskiemu Michałowi Korczbokowi na założenie miasta na prawie magdeburskim w lesie królewskim o nazwie „Brodcza”. Nadał mu także wójtostwo, do którego miały należeć: co 7 łan, 2 łany wolne, jatki rzeźnicze, lady sukiennicze i komory szewskie, a także 1/3 dochodów sądowych. Dwa łany wolne przeznaczono na uposażenie kościoła. Ustanowiono także jarmark na św. Michała (28 września) i targi, które miały się odbywać co czwartek. W 1451 król polski Kazimierz IV Jagiellończyk zezwolił Piotrowi z Szamotuł kasztelanowi poznańskiemu na wykup Brójec z rąk Mikołaja Koleńskiego oraz zapisał mu 200 grzywien na Brójcach i na Łagiewnikach koło Poznania w parafii Chojnica .
W 1508 miasto leżało w powiecie poznańskim Korony Królestwa Polskiego, a w 1510 w powiecie kościańskim. Po 1428 była siedzibą własnej parafii. W 1528 koło Brójec przebiegała nieuregulowana granica polsko-śląska. W 1519 król polski Zygmunt Stary mianował Piotra Opalińskiego przełożonym wielkopolskich komór celnych w tym m.in. komory celnej w Brójcach. W 1530 w okolicy miejscowości ustalono granice usypując nowe kopce graniczne na granicy z Brandenburgią .
Wieś wspominały historyczne dokumenty prawne, własnościowe i podatkowe. W 1566 mieszczanie uprawiali 8,5 łana i płacili grzywnę podwójnego szosu. W 1581 było 8,5 łana uprawianych przez mieszczan, a 4 komorników płacili dwa floreny 24 groszy szosu podwójnego. Ogółem płacili 12 florenów i 27 groszy .
Proces organizowania miasta trwał wolno, co było spowodowane niewielką liczbą kolonistów. Dopiero w roku 1603 Brójce otrzymują pełne prawa miejskie z rąk Zygmunta III. Istniał tu zbór luterański. W 1614 król odebrał kościół innowiercom i z powodu jego nikłej dotacji przyłączył go jako kościół filialny do parafii Babimost .
Podstawą gospodarki miasteczka było rzemiosło i w mniejszym stopniu rolnictwo. W XVIII w. szczególnie rozwinęło się sukiennictwo, istniały też cechy szewców, garncarzy, młynarzy, piekarzy, krawców i browarników, regularnie odbywały się targi i jarmarki. Pod koniec XVIII w. tylko 3 domy były kryte dachówką. Dawną, drewnianą zabudowę Brójec zniszczyły dwa wielkie pożary w latach 1657 i 1807. Od początku XIX w. następuje upadek rzemiosła spowodowany odcięciem miasta od tradycyjnych rynków zbytu po rozbiorach Polski. W 1871 roku większość mieszkańców zajmowała się rolnictwem, nieliczni rzemieślnicy to szewcy, młynarze i sukiennicy. Na przełomie XIX i XX planowano budowę linii kolejowej łączącej Trzciel ze Świebodzinem, jednak nigdy nie doszło do realizacji tej inwestycji.
W okresie reformacji Brójce były ośrodkiem protestantyzmu, zbór istniał tu przed rokiem 1657. Po pożarze w 1807 roku odbudowano jedynie świątynię ewangelicką, spowodowane to było brakiem społeczności katolickiej w mieście, mogącej ponieść ciężar odbudowy. Kościół katolicki wzniesiono dopiero w latach 1859-1861. W roku 1875 mieszkało w Brójcach „1401 ewangelików, 147 katolików, 2 dysydentów i 81 izraelitów”
Gmina żydowska pojawiła się w Brójcach w XVIII w. i przetrwała do początku XX w. Synagoga istniała tu do 1890 roku, jej budynek zachował się do czasów współczesnych, jednak utracił dawne cechy.
W Brójcach istniało 7 młynów wiatrowych, ostatnie stały na tzw. Piaskowej Górce jeszcze w latach 30. XX wieku.
W czasie II wojny światowej na północ od miasta powstał obóz karny Brätz. Początkowo więziono w nim Żydów, później przekształcono w tzw. obóz pracy wychowawczej dla Polaków i więźniów z całej Europy. Obóz miał kształt czworoboku z usytuowanymi na rogach wieżyczkami strażniczymi, całość otoczona była drutem kolczastym. Przebywało tu przeciętnie 800–1200 osób, warunki życia i pracy były tragiczne, ocenia się, że życie straciło co najmniej 2646 osób, a wiele wywieziono do obozów zagłady. Obóz zlikwidowano w styczniu 1945 roku.
Na cmentarzu w Brójcach znajduje się pomnik i zbiorowa mogiła ofiar.
W 1945 roku Brójce zostały ponownie przyłączone do Polski. Dotychczasowych mieszkańców wysiedlono do Niemiec, zasiedlając miejscowość ludnością pochodzącą z Kresów i z centralnej Polski. Miasteczko pozbawione przedwojennych rzemieślników i kupców nabrało charakteru wiejskiego i w 1946 roku utraciło prawa miejskie. Obecna nazwa została administracyjnie zatwierdzona 12 listopada 1946.
W latach 1945–1954 i 1973–1976 miejscowość była siedzibą gminy Brójce. W latach 1954–1972 wieś należała i była siedzibą władz gromady Brójce. 

## Zabytki
Do wojewódzkiego rejestru zabytków wpisane są:
- kościół parafialny, katolicki pod wezwaniem Imienia Najświętszej Marii Panny, z lat 1850-60[12], neogotycki, orientowany ze strzelistą wieżą. Na uwagę zasługuje barokowy ołtarz główny ufundowany w 1709 roku, drewniany z wizerunkiem Matki Bożej, pochodzący ze spalonego kościoła w roku 1807. Na wieży kościoła parafialnego zachował się jeden z najstarszych dzwonów na terenie powiatu międzyrzeckiego. Jest to instrument spiżowy, wykonany w 1504 r. przez nieznanego ludwisarza, do 1859 roku znajdował się w kościele w Lutolu Suchym. Inny dzwon z roku 1516 zaginął w czasie II wojny światowej[13]
- stara zabudowa miejska, m.in. kamienice mieszczańskie, domy szachulcowe:
  - domy, ul. 1 Maja 7, 9, szachulcowo-murowane, z XIX wieku, w początku XX wieku
  - domy, ul. Świebodzińska nr 11, 15, 19 szachulcowo-murowane, i nr 21, z XVIII wieku/XIX wieku, w początku XX wieku
- dom, ul. Poznańska 38
- domy, pl. Wiosny Ludów nr 4, 8, 23

inne zabytki:
- kościół poewangelicki, pomocniczy pw. św. Michała Archanioła z 1903 roku, neogotycki, jednonawowy, z wieżą. Na wyposażeniu świątyni znajduje się ołtarz neogotycki, witraż figuralny, na wieży dzwon z pocz. XX w. i zegar
- historyczna zabudowa rynku pochodząca z XIX i początku XX w., odzwierciedlająca średniowieczny, przestrzenny układ miasta
- budynek straży pożarnej
- architektura przemysłowa z przełomu XIX i XX w.
- budynek dawnej synagogi
- cmentarz żydowski, pozostałości – kirkutu, zniszczonego w czasie II wojny światowej. Kirkut usytuowany jest obok drogi do Starego Dworu i Łagowca, porośnięty jest lasem, widoczne są jedynie fragmenty murowanego ogrodzenia i dwa nagrobki
- cmentarz ewangelicki położony jest po północnej stronie wsi, zachowało się kilkadziesiąt płyt nagrobnych z XIX w., resztki furt cmentarnych i kaplicy.

## Sport
Siedzibę ma tu piłkarski Klub Sportowy „Chrobry” Brójce, który został założony w 2007 roku. W sezonie 2020/2021 występował w B-Klasie, w grupie Świebodzin.